# Ioan al II-lea de Neapole
Ioan al II-lea (d. 919) a fost duce de Neapole de la 915 până la moarte.
Ioan a succedat tatălui său, Grigore al IV-lea de Neapole, după moartea acestuia din 915.
Anterior, Ioan l-a însoțit pe tatăl său la bătălia de la Garigliano, alături de comandantul bizantin Nicolae Picingli, în cadrul căreia o coaliție creștină a reușit să îi înfrângă pe sarazini care ocupaseră fortăreața de la Garigliano.